# Weetman Pearson (3. wicehrabia Cowdray)
Weetman John Churchill Pearson (ur. 27 lutego 1910, zm. 19 stycznia 1995) – brytyjski arystokrata i wojskowy.

## Życiorys
Był najstarszym synem Weetmana Pearsona, 2. wicehrabiego Cowdray i Agnes Spencer-Churchill, córki lorda Edwarda Spencer-Churchilla.
W latach 30. był oficerem Królewskiej Artylerii (Royal Artillery). Po wybuchu II wojny światowej służył we Francji, w szeregach Brytyjskiego Korpusu Ekspedycyjnego (British Expeditionary Force, BEF). Brał udział w kampanii francuskiej 1940 r. Podczas ewakuacji BEF-u z Dunkierki został ciężko ranny, co zakończyło się amputacją lewej ręki. W następstwie tego odszedł z armii.
Od 1933 r. był 3. wicehrabią Cowdray, który to tytuł odziedziczył po swoim ojcu. Z racji posiadania tytułu parowskiego zasiadał w Izbie Lordów. Przez większość kariery politycznej związany był z Partią Liberalną. Przez kilka lat po II wojnie był rządowym whipem w Izbie Lordów. W 1950 r. opuścił szeregi Partii Liberalne i zrezygnował z funkcji whipa. Przez resztę życia zasiadał w Izbie Lordów jako członek niezależny. W latach 1954–1977 był prezesem rodzinnej firmy wydawniczej S. Pearson & Son (obecnie Pearson Plc).
Lord Cowdray był cichym i spokojnym człowiekiem. Nie lubił zbytniego zainteresowania jego osobą ze strony prasy. Był również wielkim amatorem gry w polo.

## Życie prywatne
19 lipca 1939 r. poślubił lady Anne Pamelę Bridgeman (ur. 1913), córkę Orlando Bridgemana, 5. hrabiego Bradford i Margaret Bruce, córki 2. hrabiego Aberdare. Weetman i Anne mieli razem syna i dwie córki:
- Mary Teresa Pearson (ur. 1940)
- Lisa Jane Pearson (ur. 1942)
- Michael Orlando Weetman Pearson (ur. 1944), 4. wicehrabia Cowdray

Pierwsze małżeństwo lorda Cowdraya zakończyło się rozwodem w 1950 r. Po raz drugi ożenił się 4 marca 1953 r. z Elizabeth Georgianą Mather Mather-Jackson (ur. przed 1937), córką sir Anthony’ego Mother-Jacksona, 6. baroneta. Weetman i Elizabeth mieli razem syna i dwie córki:
- Lucy Pearson (ur. 1954), żona Luisa Sosy Basualdo, nie ma dzieci
- Charles Anthony Pearson (ur. 1956)
- Rosanna Pearson (ur. 1959)